# Station Reszel
Station Reszel was een spoorwegstation in de Poolse plaats Reszel (voor 1945: Rößel). Tot 1995 had Reszel een verbinding met Sątopy-Samulewo aan de lijn Olsztyn - Korsze - Kętrzyn - Ełk. Het passagiersvervoer was gestaakt in 1989.
Met Kętrzyn (Rastenburg) was tot 1945 ook een rechtstreekse verbinding die bij Nowy Młyn (Neumühl) op deze lijn aansloot.